# Saint-Angel (Puy-de-Dôme)
Saint-Angel is een gemeente in het Franse departement Puy-de-Dôme (regio Auvergne-Rhône-Alpes) en telt 389 inwoners (2004). De plaats maakt deel uit van het arrondissement Riom.
In het gehucht Montoute van deze gemeente werd ooit begonnen met de uitbouw als kuuroord rondom een thermale bron. Dit is evenwel geen groot succes geweest.

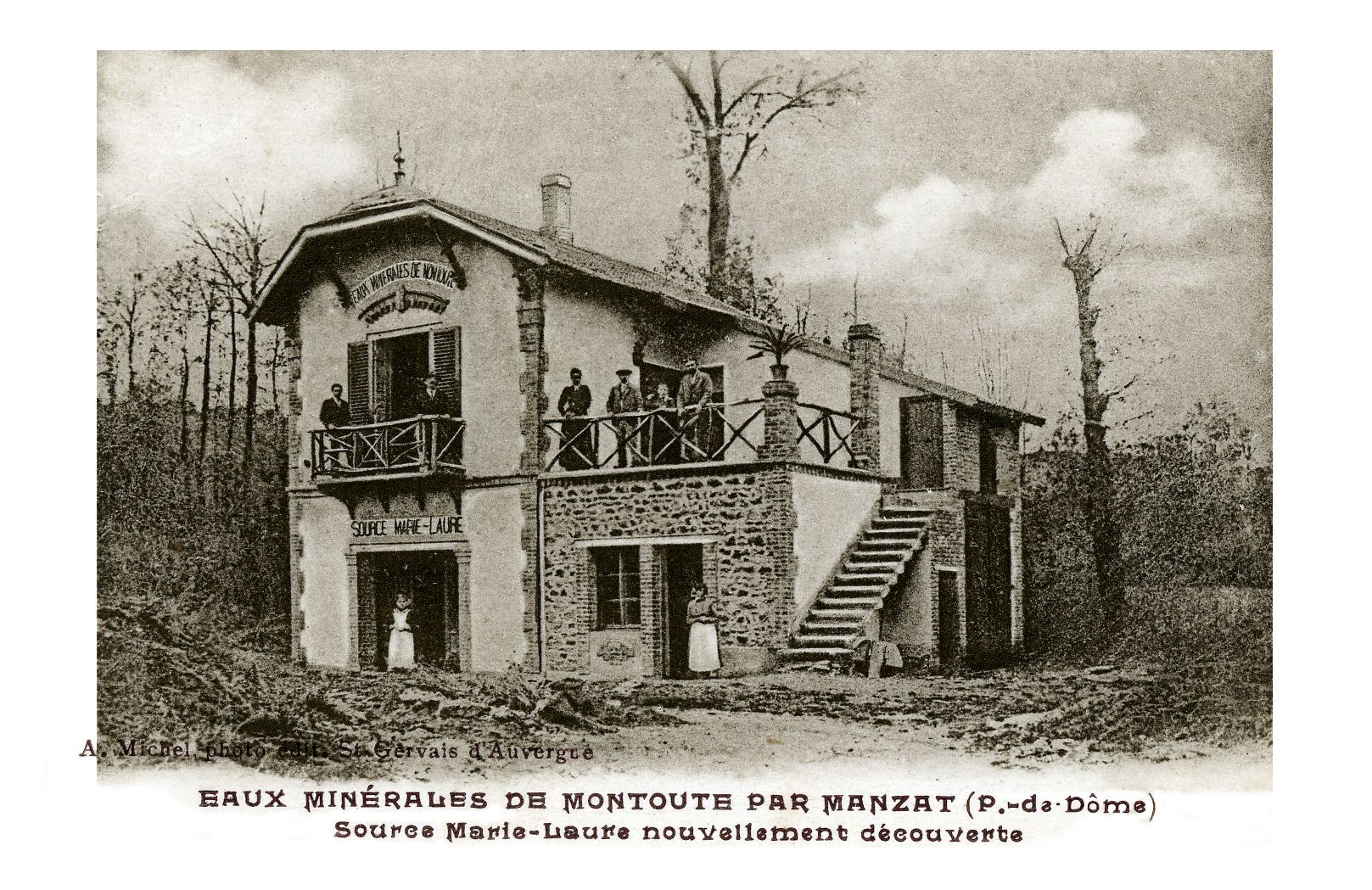
Historische afbeelding van Montoute

## Geografie
De oppervlakte van Saint-Angel bedraagt 17,6 km², de bevolkingsdichtheid is 22,1 inwoners per km².
De onderstaande kaart toont de ligging van Saint-Angel (Puy-de-Dôme) met de belangrijkste infrastructuur en aangrenzende gemeenten.

## Demografie
Onderstaande figuur toont het verloop van het inwonertal (bron: INSEE-tellingen).

1. ↑  Populations de référence 2022.